# Un'emozione da poco
Un'emozione da poco är en låt framförd av den italiensk-albanska sångerskan Anna Oxa som släpptes på RCA Italiana 1978. 
Låten placerade sig även först på italienska hit parade och singeln blev den 14:e bäst säljande i Italien 1978. Den är skriven av Ivano Fossati med musik av Guido Guglielminetti. Med låten debuterade Oxa i San Remo-festivalen 1978 där hon först vann ungdomstävlingen och därefter lyckades nå en andra plats i huvudtävlingen. 2001 släppte Oxa en ny version av låten som en del av albumet L'eterno movimento.
Un'emozione da poco var på skivans A-sida. B-sidan var singeln "Questa è vita".